# Jugendnaturschutz
Der Begriff Jugendnaturschutz wird hauptsächlich in der Schweiz verwendet und beschreibt Jugendgruppen von Naturschutzverbänden, insbesondere von Pro Natura. Einen vergleichbaren zentralen Begriff gibt es in Deutschland nicht, obwohl es zahlreiche ökologische Jugendverbände gibt. Der Jugendverband des NABU bezeichnet sich selbst als Naturschutzjugend.

## Geschichte
Der Begriff „Jugendnaturschutz“ wurde bereits 1933 verwendet, als Paul Steinmann ein Heft der Zeitschrift „Schweizerische Lehrerbücherei für Naturschutz“ über den Jugendnaturschutz verfasste. In der gleichen Reihe publizierten auch Naturschutz-Pioniere wie Steivan Brunies und Paul Sarasin.
Ab 1962 existierte eine Jugendnaturschutzgruppe in Basel, ab 1967 gab es den „Club de l'observateur“ in Yverdon-les-Bains. Ihre Aktivitäten umfassten Sommer-Ferienlager oder Tierbeobachtungs-Exkursionen. Über diese berichteten sie im „Schweizer Naturschutz“, dem Publikationsorgan des Schweizerischen Bundes für Naturschutz (heute Pro Natura).
Die Bewegung erstarkte in den 1980er Jahren. So verfasste der Jugendnaturschutz Freiamt 1987 eine umfangreiche Dokumentation zu „Die Schleiereule in der Reussebene“ und 1989 eine zu „Aktion Klärfrosch“.
Die Pro Natura Jugendgruppe Luzern wurde 2014 mit dem Umweltpreis (Anerkennungspreis) der Albert Koechlin Stiftung ausgezeichnet für „48 Jahre unermüdliche Jugendarbeit im Umweltschutzbereich“. Der Preis ist mit Fr. 20'000 dotiert.

## Verbände und Jugendnaturschutzgruppen
In der Schweiz existierten 2013 43 Jugendnaturschutz-Gruppen von Pro Natura für Kinder und Jugendliche im Alter von 6 bis 14 Jahren. Die Jugendgruppen veranstalten ein- bis zweimal pro Monat Anlässe, bei denen die Teilnehmenden mehr über die Natur erfahren oder sich aktiv in Naturschutzprojekten engagieren können. Einige Jugendnaturschutzgruppen führen Pfingst-, Sommer-, und Herbstlager durch. Pro Natura selbst fördert die Jugendgruppen durch Aus- und Weiterbildungen sowie Material für die Leitenden zu unterschiedlichen Umweltbildungsthemen. Teilnehmende der Jugendgruppen sofern Mitglied des Verbandes bekommen außerdem die Kinderzeitschrift „Steini“, welche in Deutsch und französisch erscheint.
Der Schweizer Vogelschutz SVS/BirdLife Schweiz verfügt über 66 Jugendgruppen, die teilweise ebenfalls als „Jugendnaturschutz“ bezeichnet werden. Einzelne Gruppen werden auch vom WWF mitgetragen.
Von 1991 bis 2012 trafen sich bis zu 300 Jugendliche alle zwei Jahre für „Ökotopia“, dem größten Jugendnaturschutz-Treffen der Schweiz.  Danach fand Ökotopia 2018 statt und wurde für 2021 wieder geplant, auf Grund der Corona-Pandemie jedoch verschoben und kann erst 2024 durchgeführt werden.

## Einzelne Jugendnaturschutz-Gruppen
- Jugendnaturschutz Aare-Wiggertal[9]
- Jugendgruppe Regio Rheinfelden
- Jugendnaturschutz Baselland[10]
- Jugendnaturschutz Laufental[11]
- Jugendgruppe «Grieni Kääfer»
- Jugendnaturschutz „Alpendohlen“ Thun[12]
- Jugendnaturschutz Bern
- Jeunes+Nature Jura Bernois «Les Lynx»
- Jeunes+Nature Fribourg (inaktiv)
- Jeunes+Nature Genève
- Jugendgruppe «Wilde Waldbande» Chur
- Jugendgruppe «Walderleben» Chur
- Jugendgruppe Crex Kids
- Jugendgruppe Baus da Cletg
- Jeunes+Nature Jura
- Jugendgruppe Luzern
- Jeunes+Nature Neuchâtel
- Jugendgruppe «Gwaagge»
- Jugendgruppe Innerschwyz
- Jugendgruppe Einsiedeln
- Jugendgruppe «Pfäffiker Eichhörnchen»
- Juna 12+ Kanton Schwyz
- Jugendnaturschutz Toggenburg[13]
- Jugendgruppe Solothurn[14]
- Gruppo Giovani + Natura Ticino
- Jugendgruppe Uri
- Jeunes+Nature Vaud
- Jeunes+Nature Valais romand
- Jugendgruppe Oberwallis
- Jugendgruppe Naturerlebnis Zug[15]
- Jugendgruppe Bassersdorf / Nürensdorf NBN Kids
- Jugendgruppe Wädenswil «Wädiwisel»
- Jugendgruppe Zürich «Natrix»